# クロスバイク

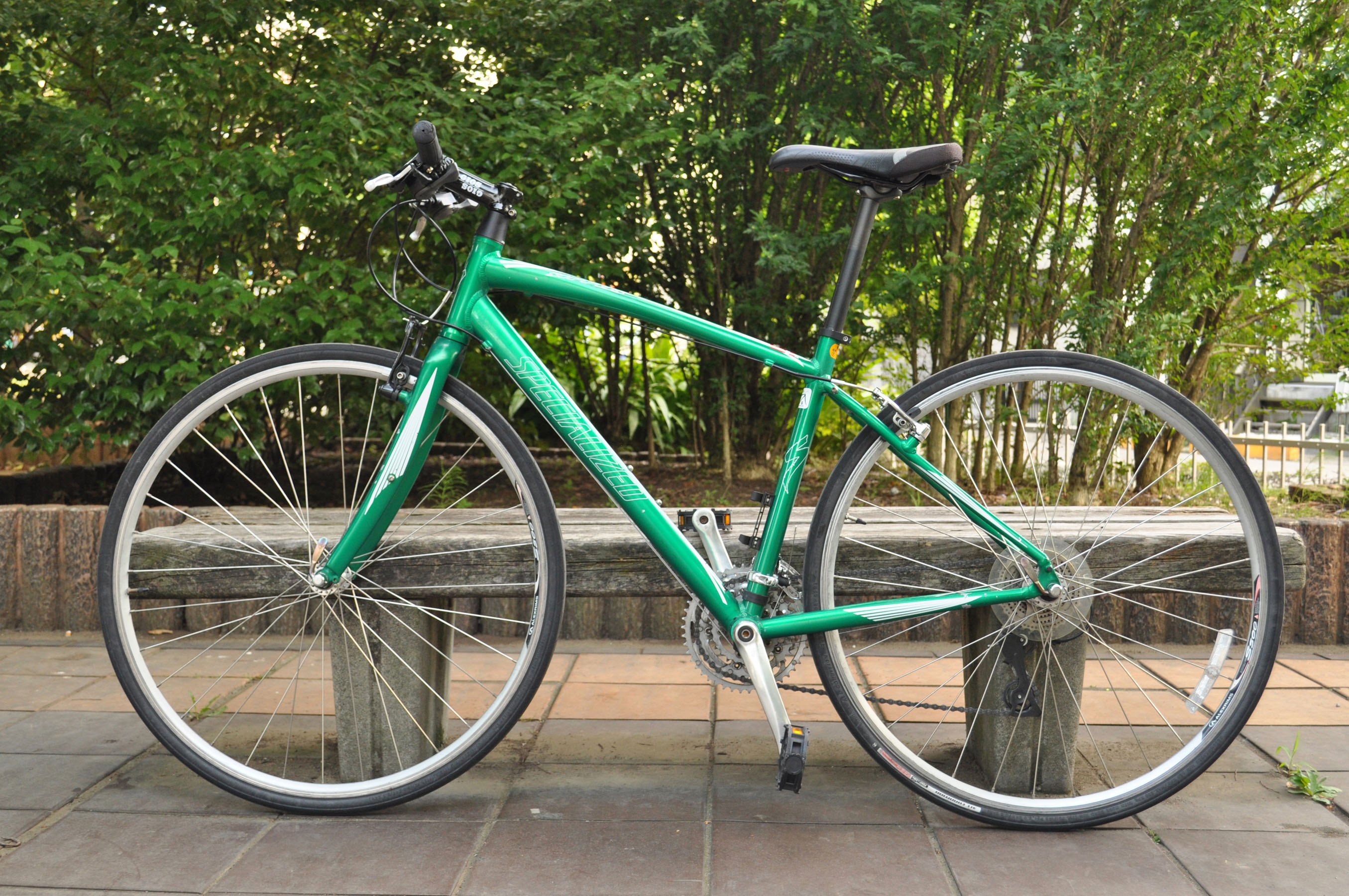
クロスバイクの例、SpecializedのSirrus

クロスバイク (X-Bike, Cross Bike)とは、自転車の形態のひとつである。
「クロスバイク（cross bike）」という名称の意味する範囲は日本語と英語で異なっており、日本語で言うところのクロスバイクには、英語ではクロスバイクに分類されない形態の自転車も含むので注意を要する。

## 概要
前傾姿勢が浅い設計のフレームにフラットバーハンドルを採用し、タイヤの太さは25 - 38mm程度の路面からの衝撃を吸収でき耐パンク性能を確保した（ただし砂利道やダートはロードレーサー同様に不得手）幾分太目のタイヤを装備したモデルが多い。また、フロントフォークにサスペンション機構が組み込まれているものもある。狭義には、MTBの駆動系（ブレーキ、変速機、クランク、スプロケットなど）に26インチか700Cサイズのロード用タイヤを組み合わせて、より整地走行に適応させた車種であったが、最近はよりロードモデルに近くなっている。国際ルールに基づく競技が無いので明確な車両規定はない（メーカー・モデルのコンセプトによって異なる）。
前述のように“クロスバイク(X-Bike, Cross Bike)”という名称の意味する範囲は日本語と英語で異なり、欧米や英語圏では「オフロード車であるMTBとオンロード車であるロードバイクを融合させた混成自転車」という意味の「ハイブリッドバイク」（Hybrid bicycle）と言う呼び方が、日本語における「クロスバイク」の意味する範囲と近い。
元々はオフロード用のマウンテンバイクのフレームとコンポーネントをベースに、路外向けのブロックタイヤから路上向けのスリックタイヤに変更したものを指していた。古い石畳が残されているヨーロッパなど舗装の悪い道が多い国ではMTBのようにフロントサスペンションをもつタイプが多いが、舗装が綺麗な日本の場合、サスペンション無しの路上走行メインのクロスバイクが多数派となっており、日本国外ではサスペンション付きのモデルが、日本向け専用にサスペンション無しとして発売されていることがある（例・CENTURION CROSS LINE 50R）。ロードバイクのフレームベースの車両とマウンテンバイクのフレームベースの車両がありコンポーネントもどちらのものも使われている。
明確な定義がないこともあり、「クロスバイク」にはトレッキングバイク、フィットネスバイク、スピードバイク、アーバンバイク、コンフォートクロスなど、メーカーによって様々な呼び名がある。また品質も廉価なシティサイクルベースのものからロードバイクやマウンテンバイクをベースにしたものまで、幅広いモデルがある。
使用用途は幅広く、通勤・通学から買い物のような日常の使用から、ポタリング・ファンライド指向のサイクリストなどに人気があるカテゴリである。また、ワイドレシオのコンポーネントを搭載した車種は、非力な者でも軽いギア比を使用して峠道などの舗装された坂道を走行できる。この点は、峠道などの山間部を走ることを余儀無くされる日本の地形では強みとなり、一日に峠道を含む100 - 200kmを走るようなロングライドにクロスバイクを使用している者もいる。
クロスバイクに類似した車種として、ロードバイクのドロップハンドルをフラットバーハンドルに変更したフラットバーロードと呼ばれるカテゴリもあり、クロスバイクの一種と見なされることもある。

## 登場の経緯
クロスバイクは1980年代半ば、マウンテンバイクの感覚を残しつつ舗装道路での快適性を向上させる目的で登場し、CATと命名された。登場から数年はクロスオーバーバイクとも呼ばれており、この名称に当時のクロスバイクの定義をみることができる。
当時は、クロスバイクのラインナップは各社ともに僅かであったが、1990年代MTBが斜陽化し不況となったため、1990年代半ばより各自転車販売会社はクロスバイクの販売に力を入れるようになり、2000年代半ば以降各社から多くの製品が発売され、人気となっている。